# Walter Neuhäusser

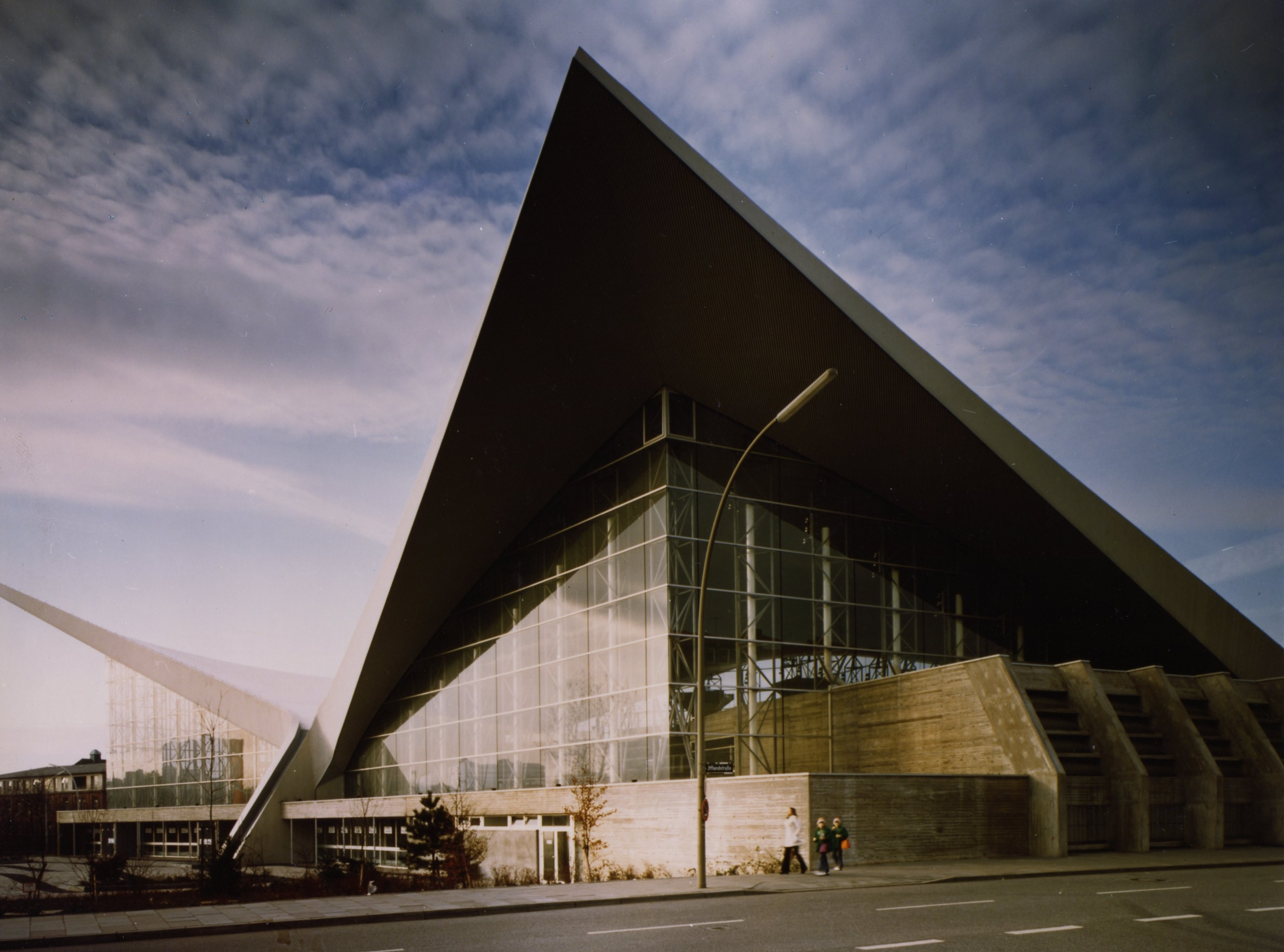
Alsterschwimmhalle Hamburg

Walter Neuhäusser (* 9. Oktober 1926 in Oberbrechen; † 16. Januar 2021, alternative Namensschreibweise: Walter Neuhäußer) war ein deutscher Architekt.

## Leben
Walter Neuhäusser, Sohn des Dirigenten und Komponisten  Joseph Neuhäuser und seiner Frau Rosa geb. Ricker, machte zunächst eine Lehre als Kulturbautechniker beim Limburger Kulturamt. Im Jahr 1943 wurde er zunächst zum Arbeitsdienst und daran anschließend zur Wehrmacht in der Normandie zum Fronteinsatz eingezogen. Nach Kriegsgefangenschaft in Cherbourg und Rückkehr nach Limburg war er von 1946 bis Anfang der 1950er Jahre als Kulturbautechniker tätig. Er holte sein Abitur am Goethegymnasium in Frankfurt nach und studierte nach Kriegsende als einer der ersten Studenten Architektur an der Staatlichen Hochschule für Bildende Künste – Städelschule in Frankfurt am Main. Im Jahr 1954 wurde er Meisterschüler von Johannes Krahn. Zum Ende des Architekturstudiums am Frankfurter Städel begann Neuhäusser für das Planungs- und Architekturbüro seines Lehrers Johannes Krahn zu arbeiten.
Im Jahr 1957 gründete Neuhäusser in Limburg an der Lahn sein erstes Architekturbüro. In dieser Zeit entstanden die drei Wohnhäuser für die Bauherren Meyer, Freise und Wiegand, die den Grundstein für Neuhäussers Renommee als Architekt legten. Die Gebäude sind der Klassischen Moderne und dem Funktionalismus zuzuordnen, deren Stil jedoch um runde, fließende Formen erweitert wird.
Neuhäusser spezialisierte sich auf private Wohnhäuser, teils mit Einflüssen aus der De-Stijl-Bewegung. In dieser Zeit fand er auch mit seinem ersten Großprojekt Landschaftsbad 1960 Beachtung. Die Badelandschaft ist mehr ein Landschaftspark und verbindet neue Technologien mit einem in die Natur eingelassenen Freibad, das international auf viele ähnliche Projekte Einfluss ausübte.
1964 konstruierte Neuhäusser die Alsterschwimmhalle Hamburg, die als sein bedeutendstes Bauwerk und größter internationaler Erfolg zu sehen ist und die Identifizierung seiner Werke mit dem Schalenbau zur Folge hat. Als Vorläufer der Alsterschwimmhalle gilt der Kirchenkomplex Sankt Hildegard, der zu den zahlreichen sakralen Bauten Neuhäussers zählt.

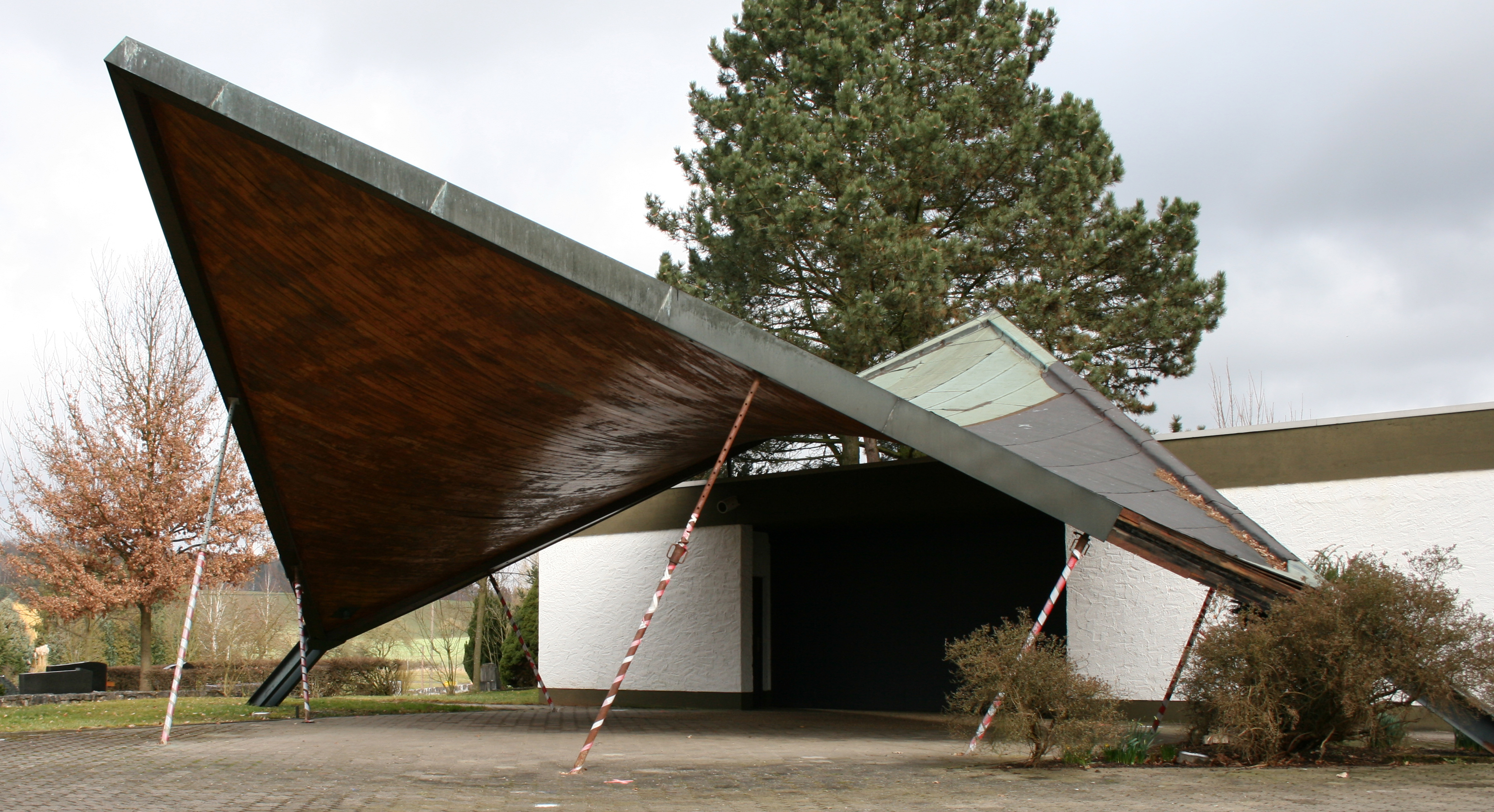
Friedhofshalle Schupbach

Neben dem Entwurf von Kirchen, Kapellen und Trauerhallen wurde Walter Neuhäusser 1962 mit dem Wiederaufbau und der Neugestaltung von Kloster Springiersbach aus dem Jahr 1135 betraut. Zu den weniger bekannten, gleichwohl aber wichtigen Schalen aus seiner Hand zählt die Friedhofshalle im kleinen Ort Schupbach, die ungeachtet ihrer architektonischen Einzigartigkeit derart schlecht instand gehalten wurde, dass die Holzkonstruktion von innen verfaulte und sie – mangels Erhaltungswillen und finanzieller Mittel – abgerissen wurde.
Neben dem Kern seines Werkes, den Schalenbauten und Wohnhäusern, wurde Neuhäusser zu einem der führenden Experten für Fachwerkhäuser in Deutschland und wandte sich mehr der Innenarchitektur zu, die schon zu Anfang seiner Tätigkeit einen bedeutenden Teil seines Schaffens einnahm.
Im Jahr 1972 wurde Neuhäusser mit der Sanierung und Restaurierung der historischen Limburger Altstadt aus dem 13. Jahrhundert beauftragt. Während der Arbeiten wurde das älteste freistehende Haus in Deutschland entdeckt, der sogenannte Römer 2-4-6, der von Neuhäusser bis 1989 saniert bzw. wiederaufgebaut wurde.
Während seiner Tätigkeit entwickelte er verschiedene Lösungen im Bereich des Ingenieurwesens, die sich über die Zweckgebundenheit eines Projektes zu allgemeinen Verfahren und Anwendungen entwickelten: zum Beispiel die Methodik zur Verwendung von Poraver-Leichtbeton mit Glasgranulat in der Fachwerksanierung, wie auch ein flexibles Schallkonzept mit Rollenwechselsystem im Tonstudiobau und der Konstruktion eines Hochbelastungsfundaments für Risikobaugrund, einem sogenannten Schalenfundament.
Ab 1975 war Walter Neuhäusser zwei Jahre als Gastdozent für Schalen- und Faltwerke an der Fachhochschule Koblenz tätig. Vorausgegangen war eine Stelle als Dozent an der Staatlichen Glasfachschule Hadamar für Konstruktiven Glasbau. 1976 wurde er von der Bundesrepublik Deutschland in die Villa Massimo nach Rom eingeladen.
Neuhäusser nahm in seinem Schaffen Anregungen von Ludwig Mies van der Rohe und der organischen Architektur auf. Im Allgemeinen steht sein Stil der ursprünglichen Bauhaus-Schule nahe, was auch Neuhäussers Berufung in den Werkbund 1976 erklärt. 
Neuhäusser war seit 1961 Mitglied im Bund Deutscher Architekten, 1976 wurde er in den Deutschen Werkbund berufen.
Walter Neuhäusser starb im Januar 2021 im Alter von 94 Jahren.

## Werk (Auswahl)
- 1956: Haus Meyer in Limburg an der Lahn
- 1957: Haus Freise in Limburg an der Lahn
- 1957: Haus Wiegand in Schupbach
- 1960: Landschaftsbad an der Lahn in Limburg
- 1963: Kirche St. Hildegard in Limburg an der Lahn, seit 2005 Sitz der Jugendkirche Crossover
- 1964: Alsterschwimmhalle in Hamburg
- 1966: Trauerhalle auf dem Friedhof in Schupbach (abgerissen)
- 1965: Café Mocca Klaus in Wetzlar (gemeinsam mit Johannes Peter Hölzinger)
- 1968: Trauerhalle in Obertiefenbach
- 1970: Haus Eder in Obertiefenbach
- 1982: Tonstudio Online in Köln
- 1992: Neugestaltung des historischen Walderdorffer Hofes in Limburg an der Lahn
- 1992: Palmengarten in Frankfurt am Main (mit Dr. Schirrmacher)
- nach 1990: Gebäude der Japanischen Gemeinde in Frankfurt am Main